# Stanley Burrell
Stanley Dewayne Burrell jr. (* 16. September 1984 in Indianapolis, Indiana) ist ein US-amerikanischer Basketballspieler. Nach dem Studium in seinem Heimatland spielte Burrell zunächst beim KK Bosna und in der NBA Development League (D-League), bevor er 2009 erneut nach Europa ging und in Belgien und Polen spielte. In der Basketball-Bundesliga 2012/13 spielte Burrell für den deutschen Erstligisten Eisbären Bremerhaven. Anschließend spielte Burrell meist nur kurzfristig in der Türkei, Israel und Belarus sowie 2014 auch kurz in Japan. Seit der Saison 2015/16 spielt Burrell für den früheren zyprischen Meister APOEL aus der Hauptstadt Nikosia.

## Karriere
Nach dem High-School-Abschluss ging Burrell zunächst zur Vorbereitung des Studiums auf die „Prep School“ Hargrave Military Academy in Chatham (Virginia), bevor er sich 2004 an der Xavier University of Cincinnati in Ohio einschrieb, wo er für die Hochschulmannschaft Musketeers in der Atlantic 10 Conference (A-10) der NCAA spielte. Die Musketeers gehörten zu den erfolgreichsten Basketballmannschaften der A-10 und konnten auch in Burrells Spielzeit einmal das Meisterschaftsturnier der Conference gewinnen. Nach dem Turniererfolg 2006 verlor man in den beiden folgenden Jahren als beste Mannschaft der Hauptrunde zweimal als topgesetzte Mannschaft im Halbfinale der A-10-Meisterschaft. Bei der landesweiten NCAA-Endrunde hingegen konnte man sich kontinuierlich steigern. Nach einer Erstrundenniederlage 2006 und einer Zweitrundenniederlage nach Verlängerung 2007 gegen den späteren Finalisten Buckeyes der Ohio State University erreichte man 2008 das Regional Final oder Elite Eight, welches gegen die UCLA Bruins verloren ging.
Nachdem Burrell in der NBA-Draft 2008 von keinem Verein ausgewählt worden war und sich auch über die Trainingslager der NBA-Vereine keinen Vertrag erspielen konnte, wechselte er zu Saisonbeginn 2008/09 zum bosnischen Meister KK Bosna nach Sarajevo. Der Verein, der auch an keinem kontinentaleuropäischen Wettbewerb teilnahm, hatte jedoch finanzielle Probleme und so einigte sich dieser mit dem Profineuling Burrell im Januar 2009 auf eine Vertragsauflösung. Burrell ging daraufhin zurück in sein Heimatland und spielte für die Austin Toros in der D-League. Beim Farmteam der San Antonio Spurs konnte er sich jedoch nicht für einen Probevertrag in der NBA empfehlen. Daraufhin ging Burrell 2009 erneut nach Europa und spielte in der belgischen Ethias League für den RBC aus Pepinster. Der Tabellenletzte der Vorsaison verpasste nur wegen des schlechteren direkten Vergleichs die Qualifikation für die Play-offs um die belgische Meisterschaft. In der folgenden Spielzeit 2010/11 wechselte Burrell zum Ligakonkurrenten Okapi Aalstar aus Aalst. Nach dem zweiten Platz in der Hauptrunde zog man auch in die Finalserie ein, in der man jedoch gegen den damaligen Serienmeister Spirou BC Charleroi chancenlos war und nur Vizemeister werden konnte. Für die Spielzeit 2011/12 wechselte Burrell in die polnische Tauron Liga zu Energa Czarni aus Słupsk, die sich gegenüber der Vorsaison jedoch nicht verbessern konnten und bereits im Viertelfinale der Meisterschafts-Play-offs ausschieden.
Für die Spielzeit 2012/13 erhielt Burrell einen Vertrag bei den Eisbären aus Bremerhaven in der Basketball-Bundesliga 2012/13. Die Eisbären, die in der Vorsaison zum ersten Mal seit zwei Jahren wieder die Meisterschafts-Play-offs verpasst hatten, konnten sich ebenfalls nicht verbessern und mussten im Saisonverlauf um den Klassenerhalt kämpfen. Nachdem der Klassenerhalt erreicht war, trennte man sich und Burrell unterschrieb einen Vertrag in der Türkei bei Royal Halı aus Gaziantep für die Türkiye Basketbol Ligi 2013/14.